# Piramida
Piramida, ou Piramida-1, citada como Pirâmide Vermelha, em russo Пирамида-1, é o nome, dado em 1991,  pelos escritores Telman Gdlian e Evgueni Dodolev à uma organização soviética com características mafiosas, sendo mais conhecida na época como Máfia Vermelha.
A máfia agia no estrangeiro, praticamente em todas as nações que se alinhavam ao Ocidente, e principalmente nos Estados Unidos da América e no Reino Unido, em nome dos interesses do governo soviético desde os anos 1950, ainda que independente do país, e ganhou muita força durante os anos 1970, inclusive se relacionando às operações no estrangeiro do KGB (Comitê de Segurança Nacional da União Soviética).

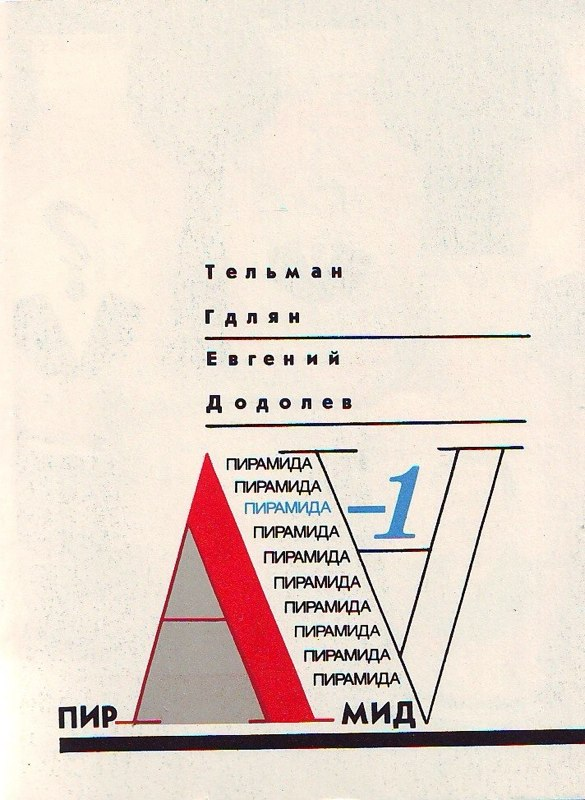
Capa do livro "Piramida-1".

Esse grupo mafioso teria sido criado como uma barreira e uma represália aos muitos mercenários e sabotadores originários de máfias que agiam nas atividades contra-revolucionárias na União Soviética e em outros países, logo no início da Guerra Fria, mais tarde, a organização ganhou muito poder, por volta dos anos 1970, e anos mais tarde, tal influência acabou originando a corrupção e perda dos princípios, que culminou na desintegração da própria organização no final dos anos 1980.
Entre suas ações minoritárias, estavam o controle de grandes negócios privados estrangeiros, grandes assaltos, envolvimentos no tráfico de armas, pedras preciosas, participações em cassinos e uso de contra-inteligência a favor da organização.
Mas seus serviços principais eram execuções de influentes criminosos, políticos, banqueiros e opositores, e também sabotagem e outros trabalhos sujos, ficaram por um tempo muito conhecidos pelas sangrentas e intermináveis batalhas com grupos mafiosos dos Estados Unidos da América nas décadas de 1950 e 1960, e pela crueldade que tratavam membros capturados de grupos fascistas e anti-comunistas que agiam no estrangeiro, até mesmo envolvendo torturas e assassinatos de membros do Comando de Caça aos Comunistas, um grupo anti-comunista que havia no Brasil, além dos de muitos outros grupos semelhantes em outros países.
Ainda que muitos considerem a organização uma desgraça no estrangeiro, como mais uma organização criminosa, muitos devem a falência de diversas outras associações criminosas e a "limpeza" de muitos criminosos à Piramida.
A organização deu origem ao livro "Pirâmide, a Máfia Soviética", onde são explandos muitos dos detalhes pelos investigadores Telman Gdlian e Evgueni Dodolev. A organização, que entrava em decadência no início dos anos 1980, sucumbiu, de fato, pela perda de forças no final dos anos 1980, tendo boa parte do seu patrimônio "usurpado" pela máfia capitalista dos novos ricos, na então recém-criada máfia Organizatsiya, no início da década de 1990.
Muitos oficiais do KGB, FSB e SVR ainda negam a existência do grupo, mesmo após os depoimentos de Gdlian e Dodolev.
O nome da máfia deriva-se da forma de organização do grupo criminoso, cujos serviços são organizados nas mais variadas regiões, a sustentação da pirâmide, mas cujo centro de organização é Moscou, o topo da pirâmide.